# Unternehmen Walpurgisnacht
Das Unternehmen Walpurgisnacht war der Deckname einer deutschen Militäroperation für ein Evakuierungsunternehmen der deutschen Kriegsmarine gegen Ende des Zweiten Weltkrieges in der Ostsee.

## Ablauf
Im Januar 1945 brachte die Rote Armee die deutsche Ostfront in der Weichsel-Oder-Operation zum Zusammenbruch. Am 2. Februar überschritt sie bei Küstrin die Oder. Millionen Menschen waren aus Ostpreußen nach Westen geflohen, hauptsächlich nach Danzig und Gotenhafen.
Während der sowjetischen März-Offensive stieß die Rote Armee von Süden durch Pommern hindurch, an vielen Stellen bis zur Küste, so dass sich dort Kessel bildeten, die an das Meer angelehnt waren und evakuiert werden mussten.

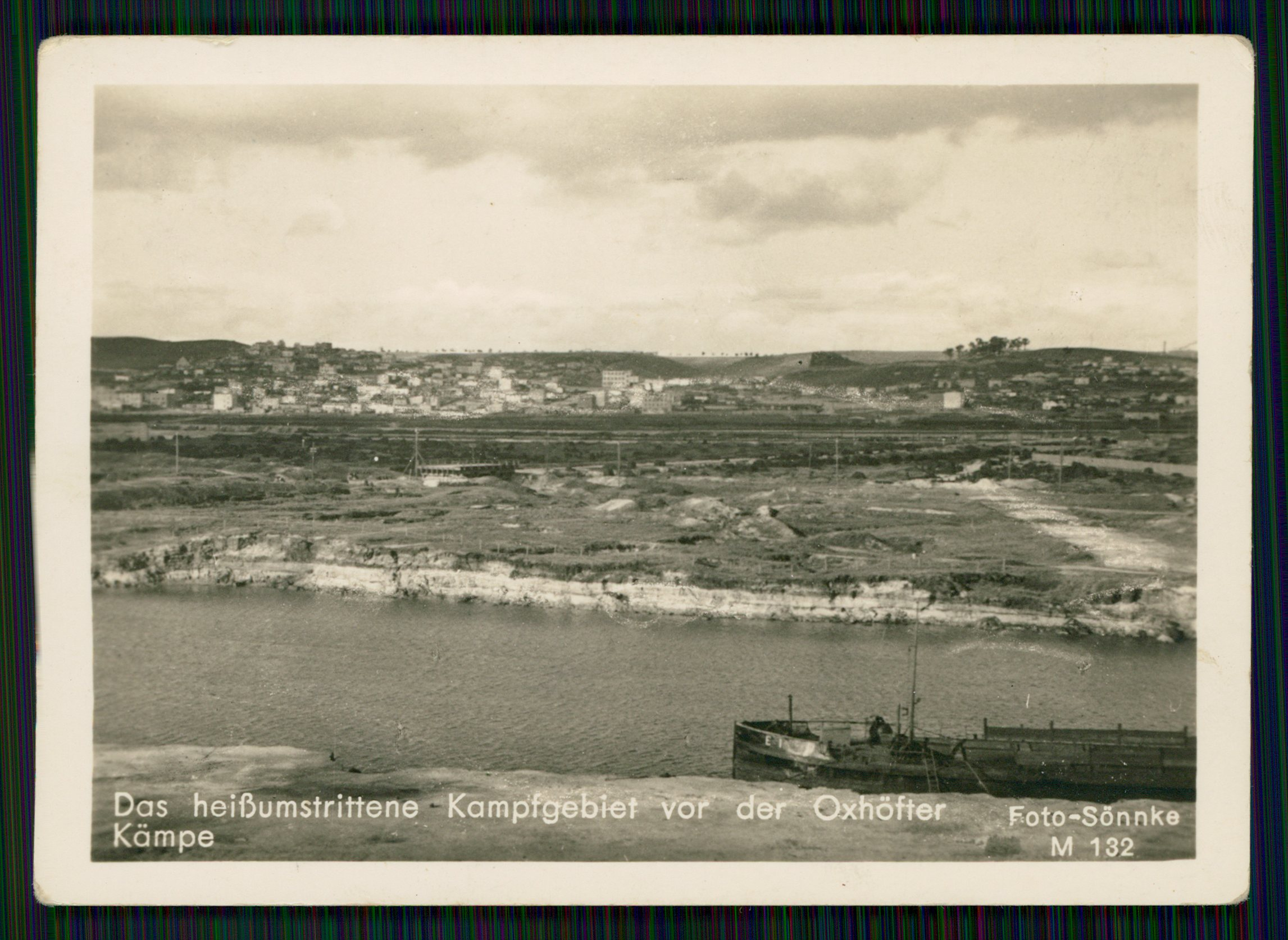
Das heißumstrittene Kampfgebiet vor der Oxhöfter Kämpe 1939

Am 23. März brach die Rote Armee zwischen Zoppot und Koliebken ans Meer durch und trennte so Danzig und Gdingen (Gotenhafen), das am 28. März fiel. Nördlich davon, auf der Oxhöfter Kämpe, einem Höhengelände direkt an der Küste, kämpften noch die Reste des deutschen VII. Panzerkorps unter General Mortimer von Kessel. Hier hielten sich zu diesem Zeitpunkt auch Tausende Flüchtlinge auf.
Trotz gegenteiliger Order aus dem Führerbunker gab der Oberbefehlshaber der 2. Armee, General von Saucken schließlich den Befehl für das „Unternehmen Walpurgisnacht“. Durchgeführt wurde dieses Evakuierungsunternehmen von der 9. Sicherungs-Division unter Fregattenkapitän Adalbert von Blanc.

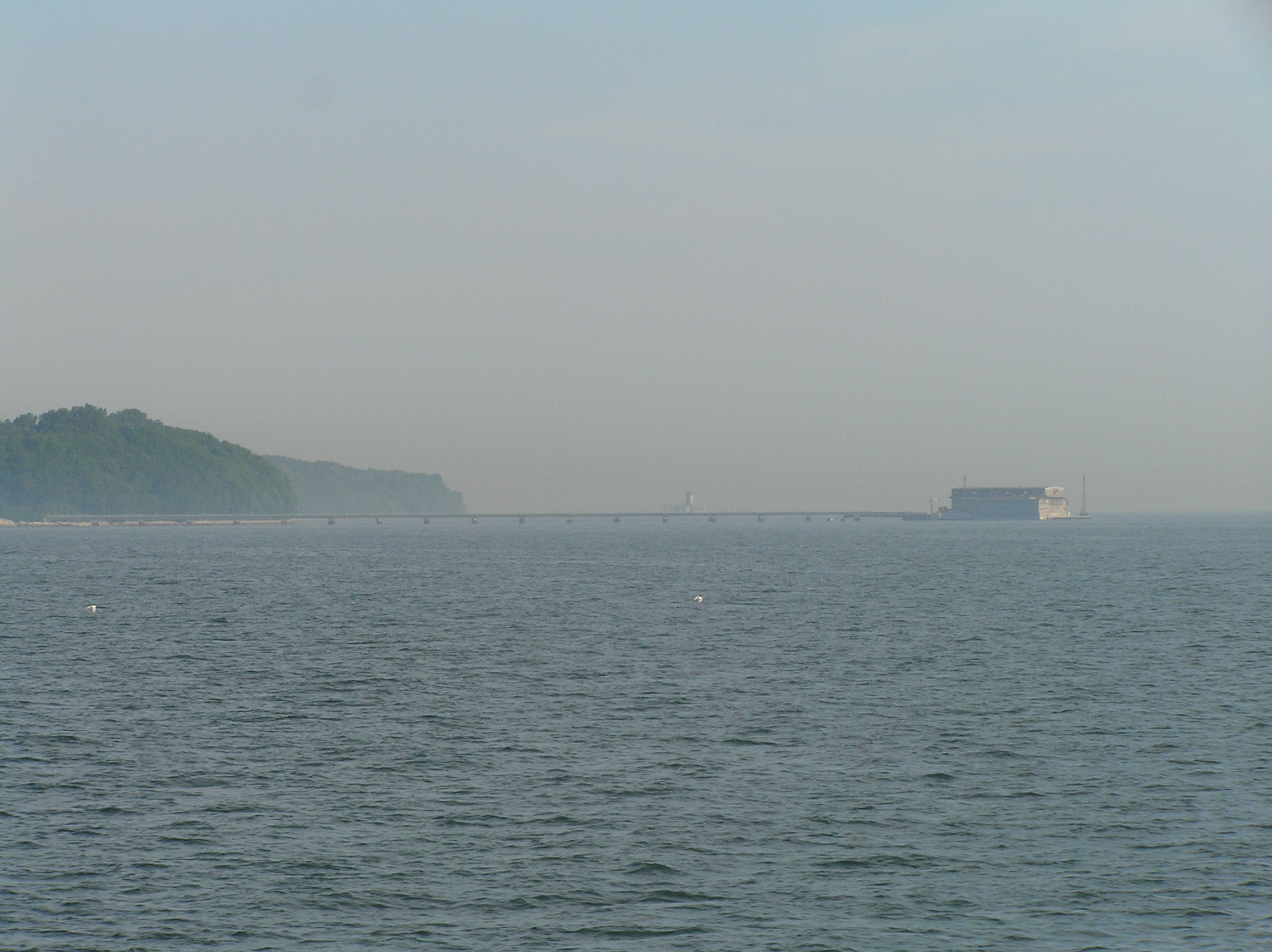
Blick auf die Oxhöfter Kämpe (links)

25 Kriegsfischkutter der 3. U-Bootsjagdflottille, 25 Marinefährprahme der 13. und 24. Landungsflottillen, fünf schwere Artillerieträger der 7. Art.-Trägerflottille (SAT Joost, SAT Soemba, SAT Nienburg, SAT Robert Müller 6, SAT 18 Ostsee) und fünf weitere Schiffe transportierten in den Nachtstunden vom 4. zum 5. April rund 30.000 Flüchtlinge und 10.000 Verwundete und Soldaten sowie die Reste des VII. Panzerkorps im Pendelverkehr von den diversen Hilfsanlegestellen der Oxhöfter Kämpe, die sich etwas 5 Kilometer vom Torpedowaffenplatz Gotenhafen-Hexengrund bis nach Gdynia zieht, auf die langgestreckte, bewaldete Halbinsel Hela vor der Danziger Bucht. Der schmale, 34 Kilometer lange Landstreifen diente als Umschlagplatz für Flüchtlinge. Das Einschiffen der Flüchtlinge und Verwundeten auf die Schiffe Pretoria, Deutschland, Cap Arcona und Eberhart Essberger für den Transport nach Westen erfolgt unter der Deckung des Schweren Kreuzers Lützow, den Zerstörern Z 38, Z 31 und Z 5 Paul Jacobi, dem Torpedoboot T 36 und den schweren Artillerieträgern Ostsee (SAT 18), Soemba (SAT 6), Robert Müller 6 (SAT 5).